# Tilly-Schloss

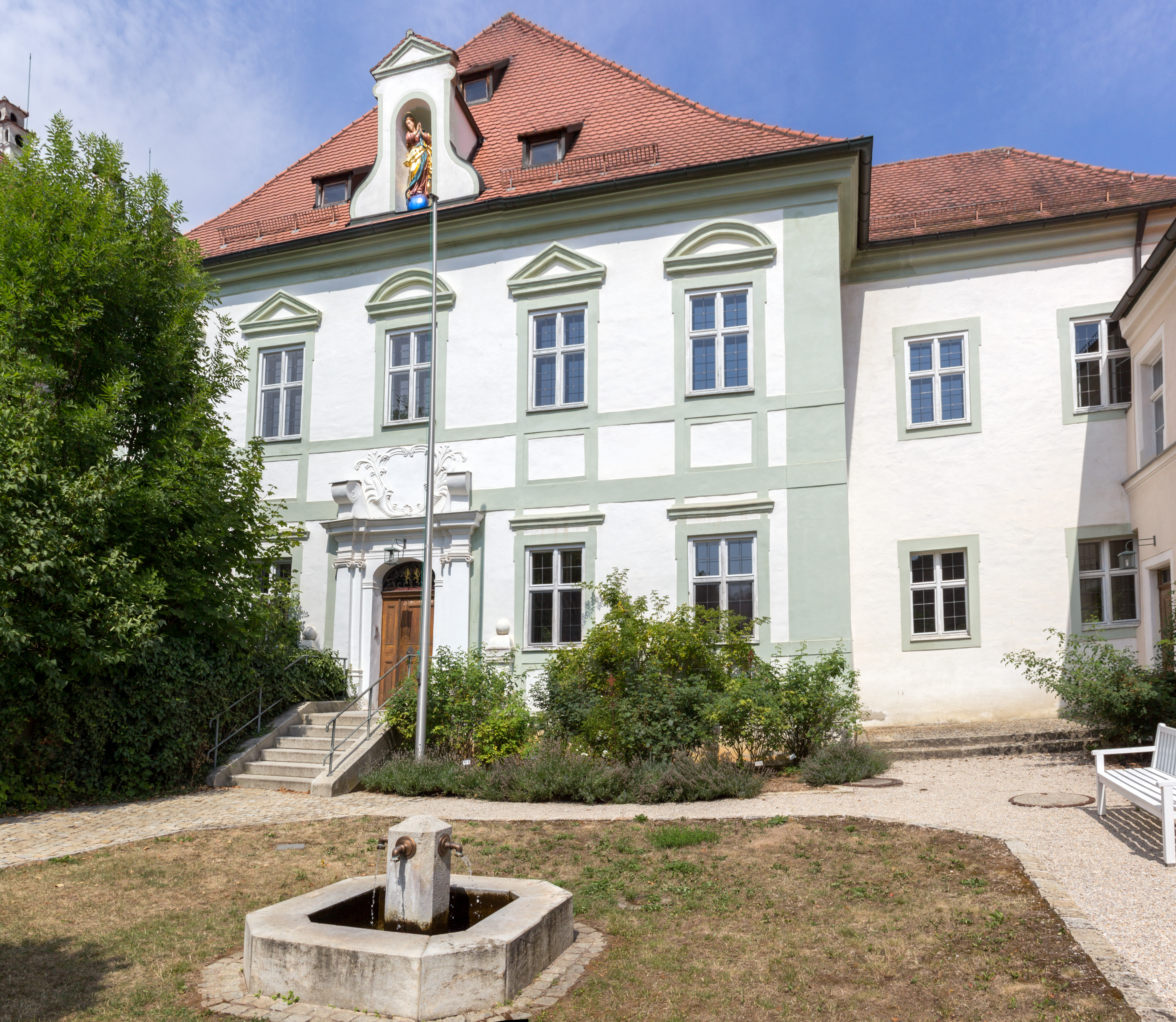
Tilly-Schloss, jetzt Rathaus von Breitenbrunn

Das Tilly-Schloss ist ein Schloss in dem oberpfälzischen Markt Breitenbrunn im Landkreis Neumarkt in der Oberpfalz (Von-Tilly-Straße 7). Die Anlage ist unter der Aktennummer D-3-73-115-77 als denkmalgeschütztes Baudenkmal von Breitenbrunn verzeichnet. Das Schloss befindet sich oberhalb der von-Tilly-Straße (Hausnummer 7) neben dem im Jahr 1746 westlich angebauten Gumppenberg-Schloss (Hausnummer 5).

## Geschichte
Das Schloss wurde um 1733 (oder 1740) von Maria Anna Katharina Gräfin von Montfort (geb. T’Serclaes von Tilly), einer Urenkelin Johann T’Serclaes Tillys, erbaut, als sie sich von der nahen Burg Breitenegg zurückzog, mit der ihr Urgroßvater einst belehnt worden war.
Nach ihrem Tod war das Schloss ab 1806 Sitz des Pflegamts Breitenbrunn, das zuvor im Schloss bzw. in der Burg Breitenegg untergebracht war. Seitdem war es auch Sitz des staatlichen Forstamts, Schulgebäude und Rathaus.

## Verwechslung mit dem Gumppenberg-Schloss
Im Jahr 2010 wurde durch den Heimatkundler Kurt Martens festgestellt, dass das Tilly-Schloss und das später erbaute Gumppenberg-Schloss verwechselt wurden. Maria Anna, Gräfin von Montfort, hatte, einem Buch über die Burgen und Schlösser im Landkreis Neumarkt in der Oberpfalz zufolge, für das Pflegamt einen Ostflügel an das bestehende Schloss anbauen lassen. Da nur das östliche der zwei Schlösser einen Ostflügel hat, muss auch das östliche gemeint sein. Über Jahrzehnte gaben das weltweite Datennetz und die Schilder an den Schlössern inkorrekte bzw. vertauschte Angaben aus.

## Tilly-Fest

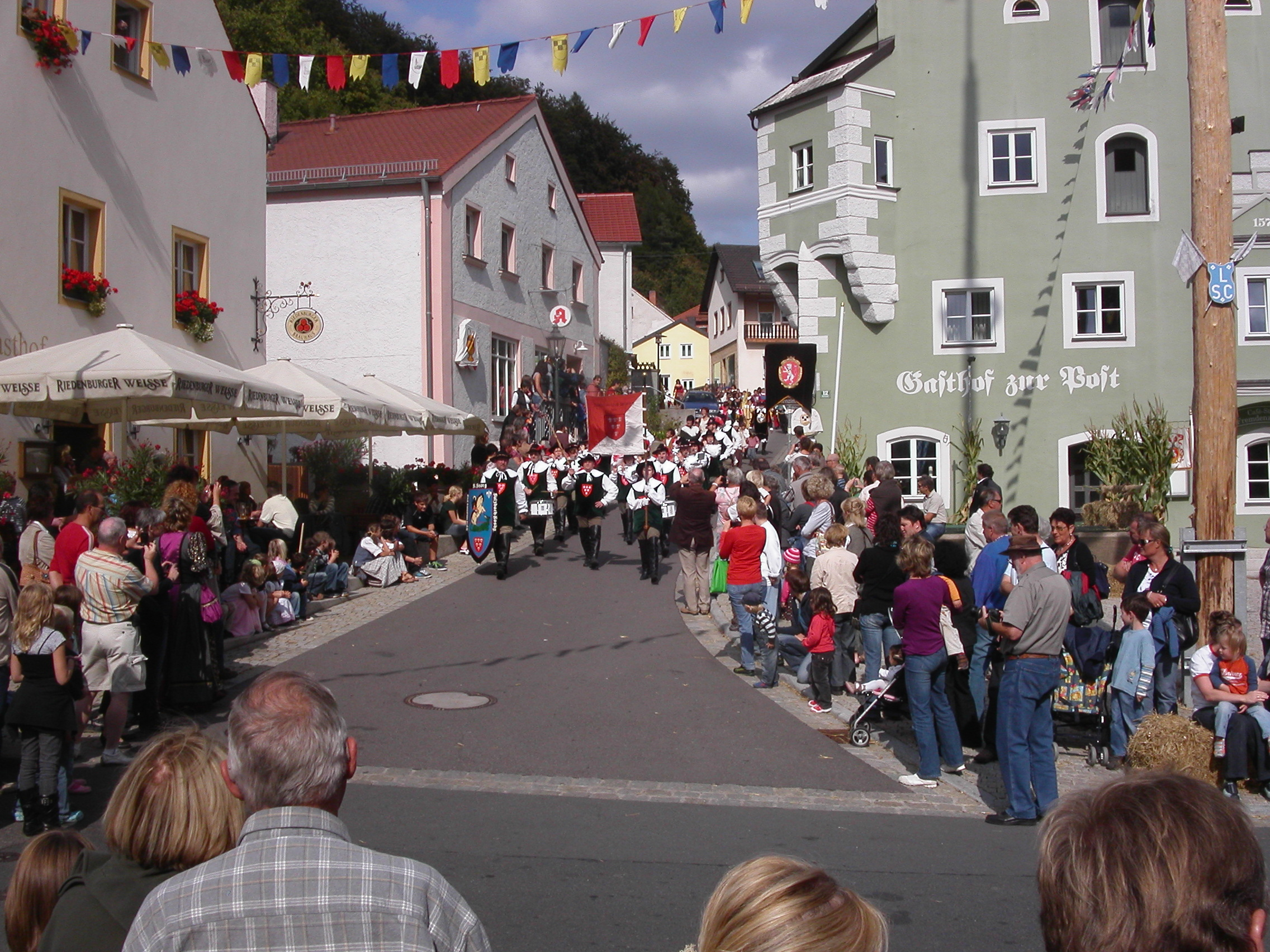
Tillyfest (2009)

Auf dem „Zigeunerlager-Areal“ vor dem benachbarten Gumppenberg-Schloss, das man einst für das Tilly-Schloss hielt, und am „Kasten“ am Marktplatz findet jährlich das Tilly-Fest in Gedenken an Johann T’Serclaes von Tilly im Dreißigjährigen Krieg statt. Es fand erstmals im Jahr 1988 statt und vergrößerte sich seitdem von einer regionalen Veranstaltung zu einem heute von mehreren tausend Besuchern gefeierten Fest. Den Nürnberger Nachrichten zufolge ist es eines der beliebtesten historischen Feste Bayerns. Der Ablauf der Veranstaltung, das gewöhnlich am Samstag und Sonntag stattfindet, beinhaltet beispielsweise die von dafür engagierten Darstellern gespielte „Erstürmung des Ortes“ am Marktplatz, ein Feuerspektakulum, einen Festzug, Bogenschießen, einen Kinderzug, ein Kinderturnier und auch einen Gottesdienst.
Das erste Fest veranstaltete der Gewerbeverband Breitenbrunn. 1991 übernahm die Gemeinde Breitenbrunn die Organisation.
2013 gab es zum 25-jährigen Jubiläum eine Fotoausstellung im Breitenbrunner Rathaus.
Im Jahr 2019 wurde das Tilly-Fest mit dem Heimatpreis Bayern ausgezeichnet.

### Tilly-Feste im Überblick (Auswahl)
| Jahr | Zeitraum              | Besucherzahl | Darsteller | Quelle |
| ---- | --------------------- | ------------ | ---------- | ------ |
| 2015 | 12. und 13. September |              |            | [ 10 ] |
| 2016 | 10. und 11. September |              |            |        |
| 2017 | 9. und 10. September  |              | 200        | [ 11 ] |
| 2019 | 7. und 8. September   | 4.000        | 300        | [ 12 ] |
| 2020 | (abgesagt)            |              |            | [ 8 ]  |
| 2021 | (abgesagt)            |              |            | [ 8 ]  |
| 2022 | 10. und 11. September |              |            | [ 13 ] |
| 2023 | 9. und 10. September  |              |            | [ 14 ] |